# Kawtar Ehlalouch
Kawtar Ehlalouch (uitspraak: [xˈlɛluʃ]) (Dendermonde, 14 maart 1997) is een Vlaamse presentatrice en dj. Sinds 2018 presenteert ze op MNM.

## Biografie
Ehlalouch studeerde in 2018 af aan de AP Hogeschool in Antwerpen met een diploma journalistiek. Tijdens haar studies liep ze stage bij Generation M op MNM. 
In 2018 maakte Kawtar Ehlalouch haar radiodebuut tijdens Student Late Night op MNM, een project waarbij jonge radiostudenten de kans krijgen om binnen hun studierichting op nationale radio te presenteren. Ehlalouch las ook een tijdje het nieuws op MNM en presenteerde er vanaf 2 juli 2018 Summertime Late Night.
Vanaf augustus 2019 was ze iedere ochtend te horen in De Grote Peter Van de Veire Ochtendshow op MNM samen met Peter Van de Veire en Wanne Synnave, en werd ze zo de opvolgster van Julie Van den Steen. In 2019 had ze ook een rolletje als stemactrice voor het personage Kamula in Het Duistere Hart, de tweede langspeelfilm die voortkwam uit de televisieserie Nachtwacht. Op 30 november 2019 mocht Peter Van de Veire samen met Kawtar Ehlalouch en Wanne Synnave de Story Award voor Favoriete Radio DJ’s in ontvangst nemen.
Sinds 2021 presenteert ze de podcast 22 Minuten Stomme Vragen, eerst samen met Peter van de Veire en Wanne Seynaeve, dan met Robin Keyaert, en de podcast Bless the Mess, samen met MNM-dj Anushka Melkonian. In het derde seizoen van Is er een dokter in de zaal? (21 oktober 2021) was ze te gast samen met Erik Van Looy, Soe Nsuki en Jonas Geirnaert.  
Op 19 april 2022 nam Ehlalouch de fakkel over van Peter Van de Veire en sindsdien stond ze aan het roer van de nieuwe ochtendshow van MNM, Kawtar & Keyaert. Deze presenteerde ze samen met Robin Keyaert. Het programma liep tot midden 2024.
Sinds 2 september 2024 presenteert ze Club Kawtar, tussen 16 en 18 uur. Vanaf 18 december 2024 is Kawtar Ehlalouch een van de presentatoren van De Warmste Week 2024.
Ehlalouch heeft Marokkaanse roots. Deze roots heeft ze samen met zes andere Belgisch-Marokkaanse jongeren verkend in het VRT MAX-programma Challas en de kost (wat zoveel betekent als "salut en de kost").